# Paime (ort)
Paime är en ort i Colombia.   Den ligger i departementet Cundinamarca, i den centrala delen av landet, 80 km norr om huvudstaden Bogotá. Paime ligger 1 107 meter över havet och antalet invånare är 799.
Terrängen runt Paime är kuperad åt nordväst, men åt sydost är den bergig. Paime ligger nere i en dal. Runt Paime är det ganska glesbefolkat, med 29 invånare per kvadratkilometer. Närmaste större samhälle är Quípama, 17,6 km norr om Paime. I omgivningarna runt Paime växer i huvudsak städsegrön lövskog.